# Richfield (Utah)
Richfield es una ciudad ubicada en el condado de Sevier en el estado estadounidense de Utah. En el año 2000 tenía una población de 6847 habitantes. 

## Geografía
Richfield se encuentra ubicada en las coordenadas 38°45′57″N 112°5′15″O / 38.76583, -112.08750. Según la Oficina del Censo, la localidad tiene un área total de 13,7 km² (5,3 mi²), de la cual toda es tierra.

## Demografía
Según la Oficina del Censo en 2000, habían 6847 personas residentes en el lugar, 94,4% de los cuales eran personas de raza blanca. Los ingresos medios por hogar en la localidad eran de $36 024, y los ingresos medios por familia eran $40 284. Los hombres tenían unos ingresos medios de $33 000 frente a los $20 489 para las mujeres. La renta per cápita para la localidad era de $14 320. Alrededor del 9,3% de la población de Richfield estaba por debajo del umbral de pobreza.